# گل سازویی (سرده)
گل سازویی (نام علمی: Scrophularia) نام یک سرده از تیره گل‌میمونیان است.